# Sainte-Sabine-sur-Longève
Sainte-Sabine-sur-Longève és un municipi francès situat al departament del Sarthe i a la regió de País del Loira. L'any 2007 tenia 627 habitants.

## Demografia

### Població
El 2007 la població de fet de Sainte-Sabine-sur-Longève era de 627 persones. Hi havia 234 famílies de les quals 49 eren unipersonals (26 homes vivint sols i 23 dones vivint soles), 64 parelles sense fills, 98 parelles amb fills i 23 famílies monoparentals amb fills.
La població ha evolucionat segons el següent gràfic:
Habitants censats

### Habitatges
El 2007 hi havia 266 habitatges, 235 eren l'habitatge principal de la família, 15 eren segones residències i 16 estaven desocupats. 260 eren cases i 6 eren apartaments. Dels 235 habitatges principals, 199 estaven ocupats pels seus propietaris i 37 estaven llogats i ocupats pels llogaters; 1 tenia una cambra, 9 en tenien dues, 24 en tenien tres, 65 en tenien quatre i 137 en tenien cinc o més. 181 habitatges disposaven pel capbaix d'una plaça de pàrquing. A 85 habitatges hi havia un automòbil i a 136 n'hi havia dos o més.

### Piràmide de població
La piràmide de població per edats i sexe el 2009 era:
| Homes | Edats   | Dones |
| ----- | ------- | ----- |
| 0     | 95 o +  | 0     |
| 0     | 90 a 94 | 8     |
| 0     | 85 a 89 | 8     |
| 8     | 80 a 84 | 4     |
| 12    | 75 a 79 | 8     |
| 8     | 70 a 74 | 8     |
| 20    | 65 a 69 | 12    |
| 12    | 60 a 64 | 12    |
| 4     | 55 a 59 | 4     |
| 20    | 50 a 54 | 0     |
| 20    | 45 a 49 | 20    |
| 20    | 40 a 44 | 40    |
| 20    | 35 a 39 | 12    |
| 16    | 30 a 34 | 12    |
| 24    | 25 a 29 | 20    |
| 28    | 20 a 24 | 16    |
| 24    | 15 a 19 | 12    |
| 12    | 10 a 14 | 32    |
| 24    | 5 a 9   | 8     |
| 20    | 0 a 4   | 8     |

## Economia
El 2007 la població en edat de treballar era de 411 persones, 324 eren actives i 87 eren inactives. De les 324 persones actives 308 estaven ocupades (165 homes i 143 dones) i 16 estaven aturades (9 homes i 7 dones). De les 87 persones inactives 21 estaven jubilades, 43 estaven estudiant i 23 estaven classificades com a «altres inactius».

### Ingressos
El 2009 a Sainte-Sabine-sur-Longève hi havia 249 unitats fiscals que integraven 675 persones, la mediana anual d'ingressos fiscals per persona era de 17.765 €.

### Activitats econòmiques
Dels 15 establiments que hi havia el 2007, 1 era d'una empresa alimentària, 8 d'empreses de construcció, 1 d'una empresa de transport, 1 d'una empresa d'hostatgeria i restauració, 2 d'empreses de serveis i 2 d'empreses classificades com a «altres activitats de serveis».
Dels 9 establiments de servei als particulars que hi havia el 2009, 3 eren paletes, 2 guixaires pintors, 2 lampisteries, 1 perruqueria i 1 tintoreria.
L'únic establiment comercial que hi havia el 2009 era una fleca.
L'any 2000 a Sainte-Sabine-sur-Longève hi havia 16 explotacions agrícoles que ocupaven un total de 740 hectàrees.

## Equipaments sanitaris i escolars
El 2009 hi havia una escola elemental.

## Poblacions més properes
El següent diagrama mostra les poblacions més properes.